# Standing at the End of the Line
«Standing at the End of the Line» es una canción escrita e interpretada por el músico estadounidense Lobo. Fue publicada en junio de 1973 como la novena canción de su tercer álbum de estudio, Calumet. Más tarde, la canción fue publicada en marzo de 1974 como el último sencillo del álbum.

## Recepción de la crítica
Un escritor no especificado de Record World comentó: “El sentimiento de elevación está acentuado por la guitarra solista melódica”. Un escritor no especificado de la revista Cash Box declaró: “Cuando se trata de cantautores, Lobo siempre ha estado a la cabeza con maravillas melódicas y altamente líricas que siempre han tenido buena aceptación, y este último no es una excepción a esa regla de éxito. El ritmo ha subido un poco aquí, pero los ganchos son tan sabrosos como siempre”.

## Lista de canciones
Todas las canciones escritas y compuestas por Lobo.
1. «Standing at the End of the Line» – 2:45
2. «Stoney» – 3:45

## Créditos y personal
Créditos adaptados desde las notas de álbum de Calumet.
Músicos
- Lobo – voces, guitarra acústica
- Barry Harwood – guitarra eléctrica
- Roy Yeager – batería, percusión
- John Mulkey – bajo eléctrico
- Jim Ellis – piano, órgano

Personal técnico
- Phil Gernhard – productor, arreglos
- Bob Richardson – ingeniero de audio
- John Abbott – arreglos

## Posicionamiento
| Gráfica (1974)                              | Pico de posición |
| ------------------------------------------- | ---------------- |
| Estados Unidos (Billboard Hot 100)          | 37               |
| Estados Unidos (Billboard Easy Listening)   | 25               |
| Estados Unidos (Cash Box Top 100 Singles)   | 30               |
| Estados Unidos (Record World Singles Chart) | 38               |